# Pyrinia divalis
Pyrinia divalis es una especie de polilla de la familia Geometridae. La especie fue descrita por primera vez por Herbert Druce habiendo sido descrita en 1898, con distribución en Guatemala.